# Gonatas naviculator
Gonatas naviculator es una especie de coleóptero de la familia Passalidae.

## Distribución geográfica
Habita en Fiyi.